# Comuna Novopoltavka, Novîi Buh
Novopoltavka (în ucraineană Новополтавка) este o comună în raionul Novîi Buh, regiunea Mîkolaiiv, Ucraina, formată din satele Iefremivka, Novopoltavka (reședința) și Troianî.

## Demografie
Componența lingvistică a comunei Novopoltavka
     Ucraineană (92,41%)
     Rusă (6,79%)
     Alte limbi (0,71%)
Conform recensământului din 2001, majoritatea populației comunei Novopoltavka era vorbitoare de ucraineană (92,41%), existând în minoritate și vorbitori de rusă (6,79%).